# Aeroporto di Nuuk
L'aeroporto Internazionale di Nuuk (IATA: GOH, ICAO: BGGH) è un aeroporto internazionale che serve Nuuk, la capitale della Groenlandia. L'aeroporto è l'hub e la base tecnica di Air Greenland, la compagnia aerea di bandiera della Groenlandia, che collega la capitale con quasi tutte le città del paese e destinazioni internazionali. Le rotte internazionali sono fornite anche da Icelandair tutto l'anno e da SAS e United Airlines su base stagionale. La maggior parte dei viaggi internazionali da o verso la Groenlandia passano attraverso questo aeroporto.
Nel 2024, l'aeroporto è stato completamente ricostruito e ampliato, includendo un'estensione della pista e un nuovo terminal, che consente agli aerei a reazione più grandi di servire più destinazioni internazionali. In precedenza, il traffico aereo a lunga percorrenza veniva operato dall'aeroporto di Kangerlussuaq, richiedendo trasferimenti e tempi di viaggio più lunghi.